# Daevid Allen
Daevid Allen (bautizado como Christopher David Allen; Melbourne, 13 de enero de 1938 - 13 de marzo de 2015) fue un músico y escritor australiano, conocido sobre todo por ser miembro fundador de los grupos de rock psicodélico Soft Machine (en Canterbury, en 1966) y Gong (en Francia, en 1970). En algunas ocasiones, aparece acreditado como «Divided Alien».

## Historia
En 1960, viajó a París, inspirado por los escritores de la generación beat, a los que había descubierto mientras trabajaba en una librería de Melbourne. Se alojó en el Beat Hotel, ocupando una habitación que acababan de dejar libre Allen Ginsberg y Peter Orlovsky. Mientras se ganaba la vida vendiendo el International Herald Tribune por Le Chat qui Peche y el Barrio Latino, conoció a Terry Riley y visitó los club de jazz de la zona. Tras conocer a William S. Burroughs, e inspirándose en la filosofía de Sun Ra, fundó un grupo de free jazz, el Daevid Allen Trio, y representó en el teatro de Burroughs piezas dramática inspiradas en la novela de éste El billete que explotó. 
Allen viajó luego a Inglaterra y alquiló una habitación en Canterbury. Conoció allí al hijo de dieciséis años de su casero, Robert Wyatt, con quien amistó inmediatamente. Junto a Kevin Ayers y Mike Ratledge, fundaron en 1966 el grupo Soft Machine. 
Tras una gira por Europa, las autoridades inglesas se negaron a admitir de nuevo a Allen en el Reino Unido alegando que había sobrepasado el tiempo concedido durante su estancia anterior. Se estableció en París y participó en las protestas de mayo del 68. Aunque otros manifestantes se reían de él por su aspecto de beatnik, Allen se lo pasó en grande ofreciendo ositos de peluche a la policía y recitando poesía en una mezcla de francés e inglés. 
Huyendo de la policía, fue a parar a Deyá, en Mallorca, junto a su pareja, Gilli Smyth. Allí publicó en 1969 el primer disco de Gong, titulado Magick Brother. En él participa el flautista Didier Malherbe, a quien Allen y Smith encontraron, según cuentan, viviendo en una cueva en la finca de Robert Graves. 
En 1970, Allen grabó y publicó su primer disco en solitario, Banana Moon, con colaboraciones de Robert Wyatt y otros músicos de la escena de Canterbury. 
En 1971 Gong publicó Camembert Electrique. En esa época, los componentes del grupo vivían en Francia, en una suerte de comuna anarquista rural. En 1972 entraron en el grupo el teclista Tim Blake y el guitarrista Steve Hillage, que participaron en la trilogía de Radio Gnomo, formada por los discos Flying Teapot, Angel's Egg y You. 
Allen abandonó el grupo y grabó dos discos en solitario. El primero surgió durante unas vacaciones que pasó en Mallorca donde se encontró con un grupo local llamado Euterpe con quien inició una colaboración y allí mismo grabaron conjuntamente Good Morning (1976). El segundo álbum en solitario se materializó al año siguiente bajo el nombre Now Is The Happiest Time Of Your Life (1977). En 1977 actuó y grabó un disco utilizando el nombre de Planet Gong, y reunió a la primera formación de Gong para una actuación única en el Hipódromo de París. Parte de este concierto (que duró varias horas) se editó en un LP doble, Gong Est Mort? Vive Gong. 
En 1980 Allen trabajó en equipo con Bill Laswell en el grupo New York Gong, influido por el punk. El grupo editó un LP, About Time. Lo siguieron varios proyectos, con nombres como Invisible Opera Company Of Tibet, Brainville, Ex y Magic Brothers. 
En 1981 Allen volvió a Australia y se estableció en Byron Bay, donde continuó su actividad artística, realizando performances y recitales poéticos. Junto al artista de performance David Tolley, investigó las posibilidades de los loops y las cajas de ritmos. Últimamente participaa en un proyecto llamado you'N'gong (juego de palabras con «Young Gong») junto a su hijo Orlando y miembros de Acid Mothers Temple, actuando con el nombre de Acid Mothers Gong. También realiza actuaciones con un grupo dedicado a la improvisación, Guru And Zero. 
Durante muchos años ya, Daevid Allen ha sido miembro de la University of Errors, que ha editado cuatro discos, y de la banda de jazz rock Brainville 3. También ha grabado con Spirits Burning, un supergrupo de space rock formado por Alan Davey, Bridget Wishart, Karl E. H. Seigfried y Simon House. Junto a la Big City Orchestra, grupo noise que ha editado una media docena de discos, Allen ha realizado algunos de sus propuestas más experimentales. 
En noviembre de 2006 se celebró en Ámsterdam una reunión de la familia Gong, en la que participaron muchos miembros de la formación clásica del grupo. En junio de 2008, una versión remozada de Gong dio varios conciertos en Londres, con Allen, Gilli Smyth, Steve Hillage, Miquette Giraudy y Mike Howlett.

## Muerte
El 12 de junio de 2014 Allen se sometió a una cirugía para extirpar un quiste de su cuello. Se determinó que era canceroso y posteriormente se lo sometió a radioterapia. En un comunicado, publicado el 5 de febrero de 2015, Allen escribió que el cáncer había regresado a su cuello y también extendido a sus pulmones, y que él "no estaba interesado en las operaciones quirúrgicas sin fin". Los médicos le informaron que le quedaban aproximadamente seis meses de vida.[cita requerida]
El 13 de marzo de 2015, su hijo, Orlando Lunes Allen, anunció a través de Facebook que Daevid Allen había muerto. El sitio web de Planet Gong anunció que Allen había muerto en Australia, a las 13:05, "rodeado de sus hijos".[cita requerida]
Allen tuvo cuatro hijos, dos con Gilli Smyth y dos con otras madres.[cita requerida]

## Discografía
- 1963 Live 1963 (Daevid Allen Trio)
- 1970 Banana Moon
- 1973 BMO Vol.16 : Gong on Acid 73 (con Gong)
- 1976 Good Morning (con Euterpe)
- 1977 Now is the Happiest Time of Your Life
- 1977 BMO Vol 1: Studio Rehearsal Tapes 1977 (con Euterpe)
- 1978 N'existe pas!
- 1980 BMO Vol 9: Divided Alien Playbax Disk 2
- 1980 BMO Vol 8: Divided Alien Playbax Disk 1
- 198- BMO Vol 3: Self Initiation
- 1982 Ex/Don't Stop (con David Tolley)
- 1982 Divided Alien Playbax 80
- 1984 BMO Vol.14 : Radio Art 1984
- 1988 Live Spring '88: The Return
- 1989 The Owl and the Tree (Mother Gong)
- 1990 Stroking the Tail of the Bird (con Gilli Smyth & Harry Williamson)
- 1990 Australia Aquaria
- 1990 BMO Vol 10: Melbourne Studio Tapes (con Invisible Opera Company of Oz)
- 1992 Who's Afraid (con Kramer)
- 1992 Live at the Witchwood 1991 (Magick Brothers)
- 1993 12 Selves
- 1995 Hit Men (con Kramer)
- 1995 Dreamin' a Dream
- 1995 BMO Vol 4: Bards of Byron Bay (con Russell Hibbs)
- 1998 Eat Me Baby I'm a Jellybean
- 1998 22 Meanings (con Harry Williamson)
- 1998 BMO Vol.11 : Live in Glastonbury Town (con Magick Brothers)
- 1998 BMO Vol.15 : Solo @ The Axiom, Cheltenham '98
- 1999 BMO Vol 2: Live in the UK (con Brainville)
- 1999 The Children's Crusade (Brainville)
- 2001 Sacred Geometry (con Micro Cosmic)
- 2001 Nectans Glen (con Russell Hibbs)
- 2002 BMO Vol.17 : Beauty the Basket Case(con Guru and Zero)
- 2004 Makoto Mango (con Guru & Zero)
- 2004 BMO Vol.13 : Altered States of Alien KWISP(con Altered Walter Funk)
- 2005 Sacred Geometry II (con Micro Cosmic)
- 2002 "One Who Whispers" (con Cipher)
- 2002 Ugly Music For Monica (University of Errors)
- 2004 Makoto Mango (con Guru & Zero)
- 2004 Live @ the Knit NYC (BMO Vol. 6, w/Nicoletta Stephanz)
- 2004 The Mystery Disque (BMO Vol. 7, w/das)
- 2004 Altered States of Alien KWISP (BMO Vol. 13, con Altered Walter Funk)
- 2005 Sacred Geometry II (con Micro Cosmic)
- 2005 I Am Your Egg (con Gilli Smyth & Orlando Allen; Voiceprint – VP376CD)
- 2006 Glissando Grooves (BMO Vol. 12, SFO Soundtribe 3, con Don Falcone)
- 2010 Live in Brazil (Gong Global Family, Voiceprint)
- 2013 Tried So Hard (con The Invisible Opera Company of Tibet, UK)
- 2014 Of Blue Splendour (Andy Bole, UK)

University of Errors
- 1999 Money Doesn't Make It (University of Errors)
- 2000 e2x10=tenure (University of Errors)
- 2000 BMO Vol 5: Live in Chicago (con University of Errors)
- 2001 Live at Schuba's 2001 (University of Errors)
- 2002 Ugly Music For Monica (University of Errors)
- 2002 Go Forth and Errorize! Live in the USA (University of Errors)
- 2003 Live in the México (University of Curiosity)

BMO (Bananamoon Obscure) es una serie de discos piratas con rarezas.
Véase también las discografías de Gong y Mother Gong.